# Kefenrod
Kefenrod è un comune tedesco di 2 707 abitanti situato nel land dell'Assia.